# Very Proud of Ya
Very Proud Of Ya är ett musikalbum från AFI, som släpptes 1996 av Nitro Records.

## Låtlista
1. He Who Laughs Last...
2. File 13
3. Wake-Up Call
4. Cult-Status
5. Perfect Fit
6. Advances In Modern Technology
7. Theory Of Revolution
8. This Secret Ninja
9. Soap-Box Derby
10. Aspirin Free
11. Fishbowl
12. Charles Atlas
13. Crop Tub
14. Consult My Lover
15. Take The Test
16. Two Of A Kind
17. Shatty Fatmas
18. Yurf Rendenmeim
19. Cruise Control
20. Modern Epic
21. Who Said You Could Touch Me?
22. Rolling Balls1
23. Love Is A Many Splendored Thing1

1 Spåren existerar inte på CD-versionen av albumet.